# Arago de Sète
Arago de Sète är en idrottsklubb från Sète, Frankrike. Klubben grundades 1953 av tidigare elever vid den lokala skolan och hade ursprungligen aktivitet inom flera sporter, medan sedan 1968 har klubben enbart haft en herrvolleybollsektion. Laget debuterade i högsta serien 1967 och har spelat där oavbrutet sedan 1977. Dess främsta meriter är en seger i Coupe de France 1987/1988 samt tre finalplatser i franska mästerskapet (1987/1988, 2004/2005 och 2015/2016).